# Am Rothen Sand
Koordinaten: 49° 58′ 56″ N, 8° 6′ 37″ O
Das Naturschutzgebiet Am Rothen Sand liegt im Landkreis Mainz-Bingen in Rheinland-Pfalz. Das 67,65 ha große Gebiet, das im Jahr 1994 unter Naturschutz gestellt wurde, erstreckt sich westlich des Ingelheimer Stadtteils Wackernheim entlang des Wildbaches. Südlich verläuft die Landesstraße L 419.